# Lumparland
Lumparland is een archipel en gelijknamige gemeente die deel uitmaakt van de autonome eilandengroep Åland, gelegen in de Oostzee.
Het hoofdeiland van Lumparland is aan de zuidzijde door een korte brug verbonden met Lemland, en heeft zo een vaste wegverbinding met het hoofdeiland van Åland. Aan de noordzijde liggen, door water gescheiden, de gemeenten Sund en Vårdö, waarmee geen directe veer- of wegverbinding bestaat, afgezien van een fietspontje in het toeristenseizoen. In het zuidoosten ligt Föglö, dat per veerpont bereikbaar is vanuit twee havens op Lumparland: van Långnäs naar Överö en vanuit Svinö in het zuiden naar Degerby. Tot de gemeente behoren 7 dorpjes en buurtschappen.
In het westen wordt de gemeente begrensd door Lumparn: een 1 miljard jaar oude oude, 9 km brede inslagkrater. Het hoogste punt van het eiland is Lumpokasen, dat 60,7 m boven zeeniveau uitsteekt. Er wordt gezegd dat je van hieruit op een heldere dag de kerktorens van zeven parochies kunt zien.
Het oppervlak van de gemeente is 87 km². 36,35 km² daarvan is landoppervlak; de overige oppervlakte is zee.

## Bevolking
De gemeente heeft 360 inwoners (2022). De voertaal is Zweeds: de officiële taal op heel Åland.

## Voorzieningen en economie

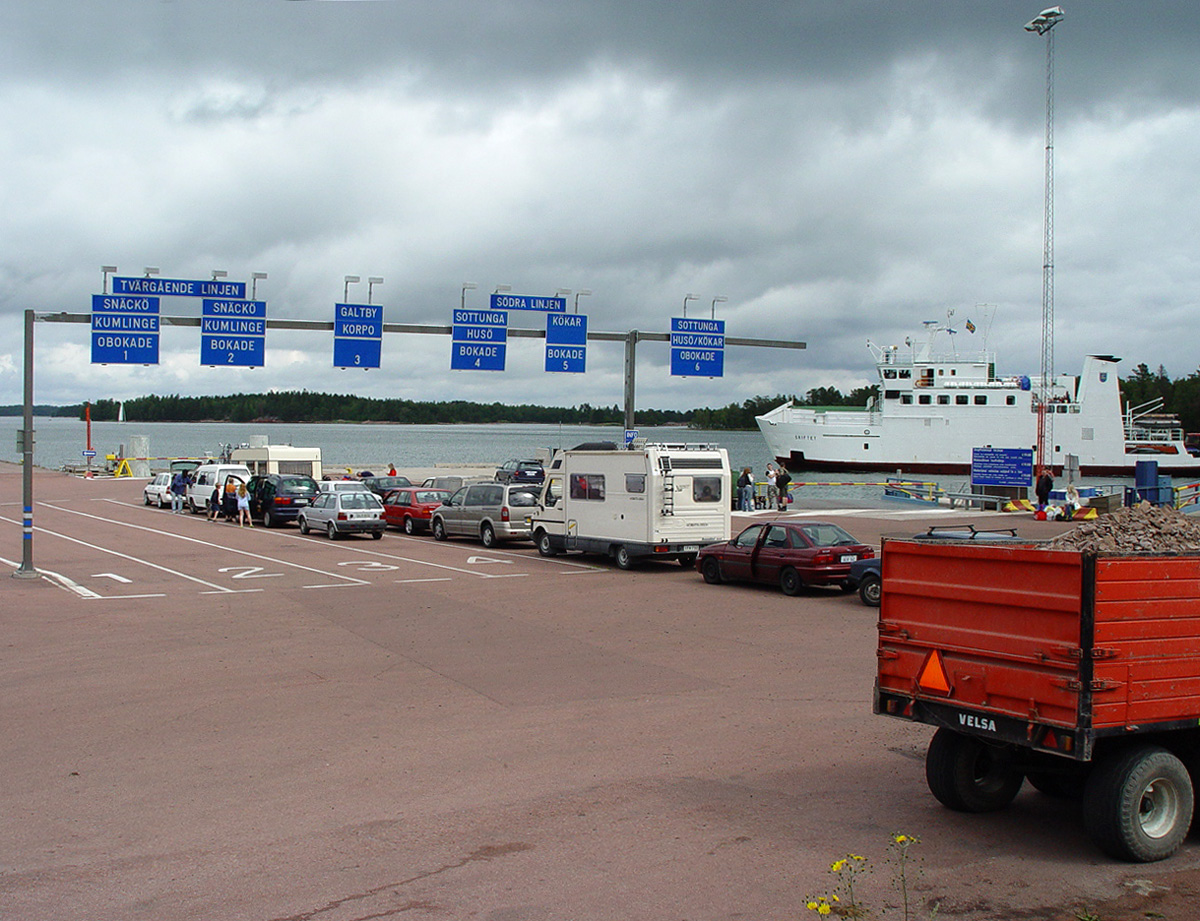
Vanuit Långnäs vertrekken veerboten naar vele bestemmingen.

In het hoofdplaatsje Klemetsby bevinden zich een bank, een kerk, een postkantoortje, een bibliotheek, een bejaardenhuis en een lagere school. De voornaamste inkomstenbron zijn de dienstensector en transport (vooral de veerverbindingen). Daarnaast spelen landbouw, bosbouw en toerisme een bescheiden rol. De visserij die traditioneel een belangrijke inkomstenbron was, stelt economisch gezien weinig meer voor.
Via de haven Långnäs heeft Lumparland tal van veerverbindingen naar Zweden, Finland en andere delen van Åland.
Er zijn plannen om een tunnel aan te leggen vanaf Svinö, het zuidelijke schiereiland van Lumparland, naar Degerby op Föglö: De Föglötunnel.

## Geschiedenis
In de tijd van de Vikingen was er veel scheepvaart in dit gebied; vooral door de Ängösund: de passage aan de noordkant van het eiland en de Lumparsund: de doorvaart tussen Lemland en Lumparland. In die jaren was die doorgang veel breder en dieper dan nu, doordat het land sinds de ijstijden langzaam omhoog komt. Er zijn archeologische vondsten gedaan van schepen, een haven met scheepswerf en een brug tussen beide voorgenoemde eilanden.
Na een periode van minder activiteit, bloeide in de 19e eeuw op Lumparland de scheepsbouw en scheepvaart op. Het grootste schip dat hier gebouwd is, was de driemaster bark "Carmen" die in 1921 van stapel liep en in 1934 strandde en in tweeën brak.
Na de Eerste Wereldoorlog verminderde de scheepsbouwactiviteit echter drastisch. De enige huidige relevante scheepvaart betreft de internationale zeehaven Långnäs.
De oudste kapel, op de plaats van de huidige kerk, is beschreven in 1544.

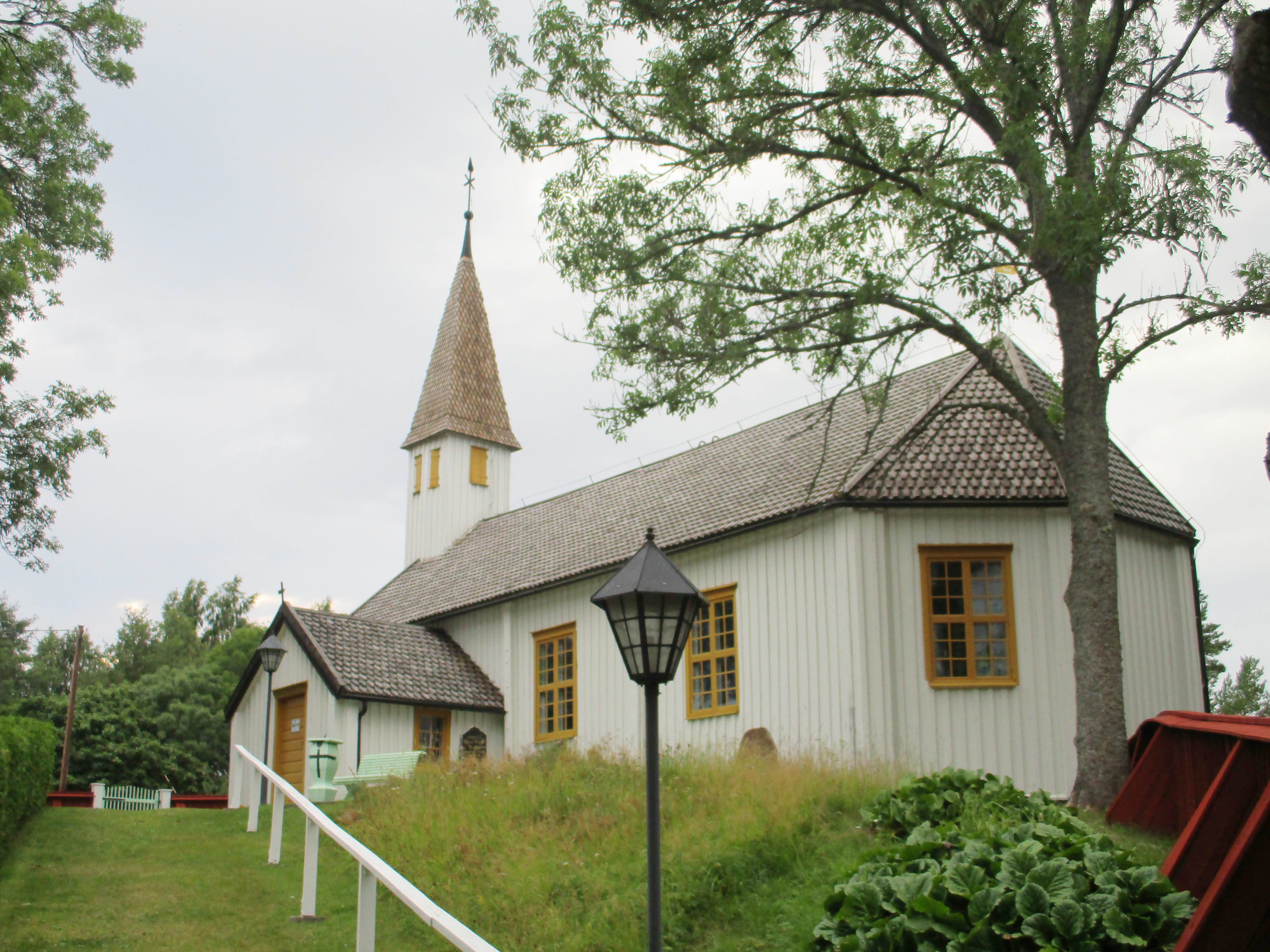
De kerk van Lumparland

## Bezienswaardigheden
- De kerk van Lumparland, gewijd aan de apostel St Andreas, is de oudste nog bestaande houten kerk van Åland: deze dateert uit 1730. In de kerk is een miniatuurschip uit 1836 met zeilen van messing te bewonderen.
- Op Lumparland staan de oudste windmolens van Åland. De oudste dateert uit 1758.
- Het eiland kent goede fietspaden en er is mogelijkheid te vissen. Er zijn huisjes te huur.